# Портрет молодого чоловіка
«Портрет молодого чоловіка» (англ. Portrait of a Young Man) — портрет, написаний 1521 року німецьким художником Альбрехтом Дюрером під час перебування у Нідерландах.

## Опис твору
На цій картині, яку створив Дюрер, зображено впевненого молодого чоловіка, типовий представник, спрямованого вперед покоління бюргерів: рішучий та сміливий, розумний та енергійний, мужній та гарний.
Композиційна схема портрета передає відчуття особистості, повної сил: голова великим планом, вся увага прикута на різко окресленому обличчі, яке у своїй світлій тональності створює контраст з темним головним убором та одежею.
Досі пір не вдалось досягти єдності думок щодо особистості портретованого.
Поряд з іншими портретами, ця картина відкриває серію пізніших портретів, в яких його можливості у розкритті людської індивідуальності набудуть найвищої межі виразності.

## Художня література
- Куно Миттельштедт. Альбрехт Дюрер. −Берлин, 1984.